# Tubulipora lobifera
Tubulipora lobifera är en mossdjursart som beskrevs av Roxanne Irene Hastings 1963. Tubulipora lobifera ingår i släktet Tubulipora och familjen Tubuliporidae. Arten är reproducerande i Sverige. Inga underarter finns listade i Catalogue of Life.